# 上施特勞斯貝格山

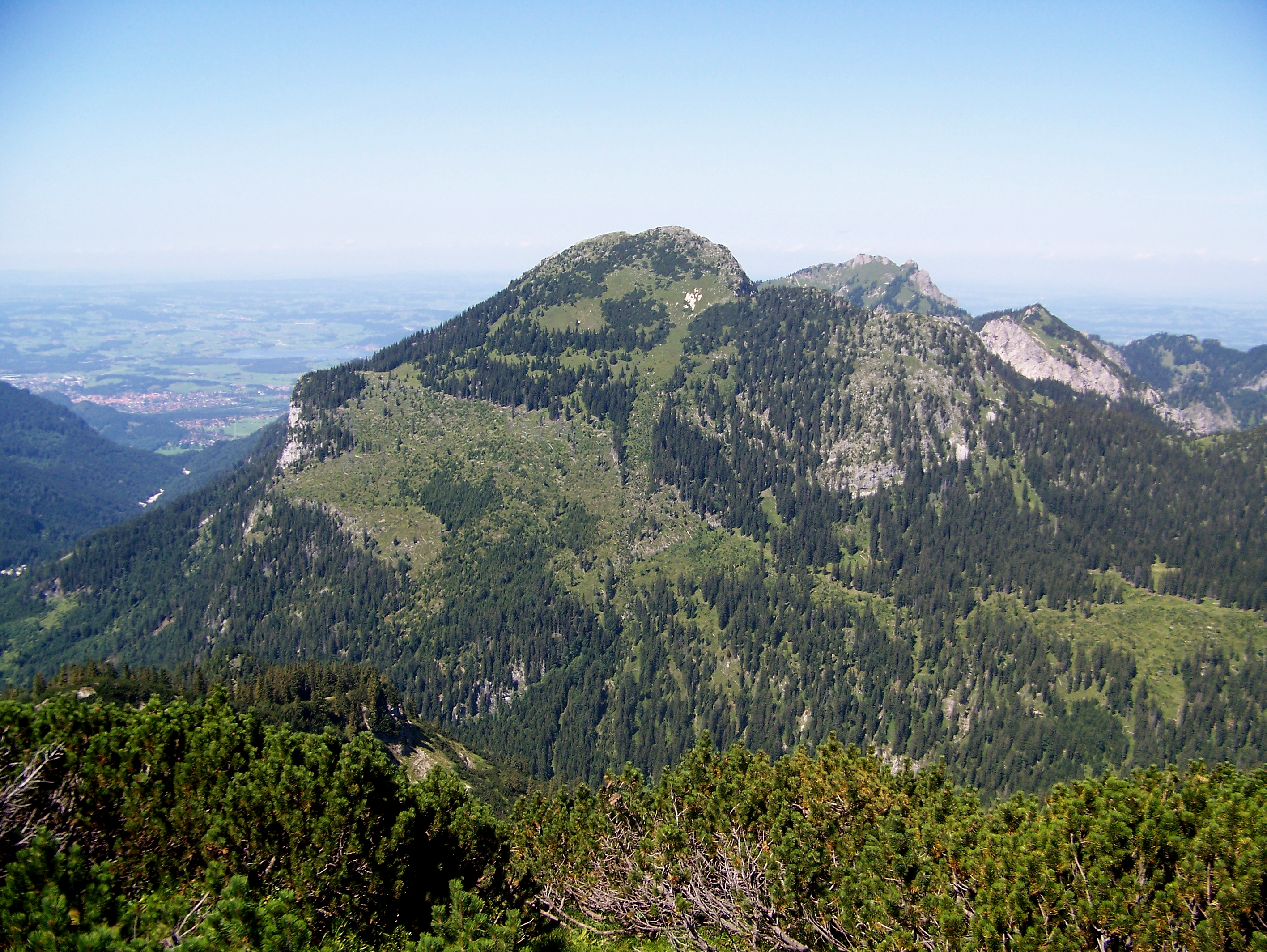

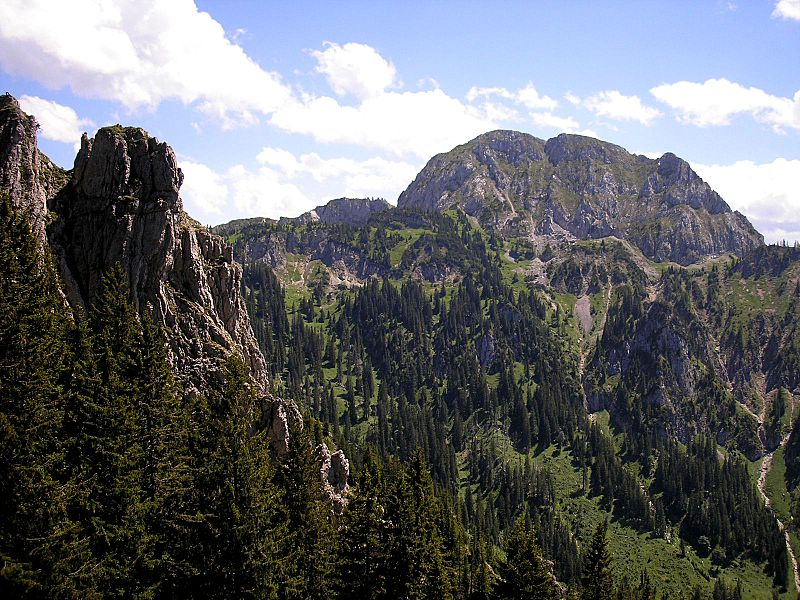

47°32′37″N 10°47′40″E / 47.54361°N 10.79444°E
上施特勞斯貝格山（德語：Hoher Straußberg），是德國的山峰，位於該國東南部，由巴伐利亞負責管轄，屬於阿爾高阿爾卑斯山脈的一部分，距離加伯爾施羅芬山2公里，海拔高度1,933米，每年平均降雨量1,698毫米。